# 스테라디안

1 스테라디안.

스테라디안(영어: steradian 또는 square radian, 기호 sr)은 입체각의 국제 단위이다. 평면에서 각도를 나타내는 라디안처럼, 3차원 공간에서 각도로 나타나는 2차원의 영역을 나타낼 때 사용된다. 용어는 견고함을 의미하는 그리스어: στερεός 스테레오스[*] 와 광선을 의미하는 라틴어: radius 라디우스[*]에서 유래한다.
스테라디안은 라디안처럼 무차원상수이다. 즉, 1 sr = m2·m-2 = 1.
구 전체의 입체각은 4{\displaystyle \pi } sr이 된다.

## 정의
1 스테라디안은 반지름이 r인 구의 표면에서 r2인 면적(구면위의 넓이)에 해당하는 입체각이다.

콘의 단면(1) 과 잘린 반구(spherical cap) (2)

면적 A가 r2 와 같고, spherical cap의 표면적 ({\displaystyle A=2\pi rh})과도 같다면, {\displaystyle {\frac {h}{r}}={\frac {1}{2\pi }}} 이 관계를 따르게 된다.
그러므로 각 {\displaystyle \theta }는 다음과 같아진다.
{\displaystyle {\begin{aligned}\theta &=\arccos \left({\frac {r-h}{r}}\right)\\&=\arccos \left(1-{\frac {h}{r}}\right)\\&=\arccos \left(1-{\frac {1}{2\pi }}\right)\approx 0.572\,{\text{rad}}{\mbox{ or }}32.77^{\circ }\end{aligned}}}
이것은 축으로부터의 각(apex angle)의 2{\displaystyle \theta } ≈ 1.144 rad or 65.54°에 대응된다.
구의 면적이 {\displaystyle 4\pi } r2이므로, 정의에 의해 구는 4{\displaystyle \pi } =12.56637 스테라디안이다.
같은 논리로, 최대 입체각은 4{\displaystyle \pi }sr이다.
스테라디안은 squared radian으로 불리기도한다.
스테라디안은 1 라디안의 angle excess(angle excess)를 갖는 다각형의 구면, 또는 완전한 구의 1/(4{\displaystyle \pi }), 또는 (180/{\displaystyle \pi })2 제곱 각(square degree), 또는 3282.80635 제곱 각과 같다.
스테라디안은 SI 보조 단위였으나, 1995년 SI 보조 단위가 폐지되면서, SI 유도 단위가 되었다.

## 라디안과 유사성
2차원 평면에서, 라디안으로 표현되는 각은 잘려지는 호의 길이와 관련이 있다.
{\displaystyle \theta ={\frac {l}{r}}\,}
l 은 호의 길이
r 은 원의 반지름
3차원에서, 스테라디안으로 표현되는 입체각은 잘려지는 면적과 관련이 있다.
{\displaystyle \Omega ={\frac {S}{r^{2}}}\,}
S 은 표면적
r 은 구의 반지름

## 같이 보기
- 입체각
- 라디안